# Niberco
Niberco (artiestennaam van Nico van Berkel, Rotterdam, 22 december 1925 – Den Haag, 18 januari 1993) was een Nederlandse goochelaar.
Niberco was de zoon van goochelaar Bercelini en was vooral vermaard als manipulator. Hij maakte in de Tweede Wereldoorlog deel uit van het gezelschap van cabaretier Wim Sonneveld.
In 1947 behaalde hij tijdens het 2e internationale goochelaarscongres in Parijs de Grand Prix en was daarmee de eerste (en ook jongste) Nederlandse wereldkampioen goochelen. Met Bob Haleber, die goochellessen van hem gekregen had en ook zijn partner werd, vormde hij het duo  "Niberco Brothers" dat in 1951 in Zwolle het nationale goochelkampioenschap veroverde. Dat was de opmaat voor een internationale carrière die veertig jaar duurde. In Nederland waren "Nic en Bob Niberco" slechts sporadisch te bewonderen.